# (29124) 1984 SW6
(29124) 1984 SW6 est un astéroïde de la ceinture principale d'astéroïdes découvert en 1984.

## Description
(29124) 1984 SW6 a été découvert le 28 septembre 1984 à l'observatoire de La Silla, au Chili, par Henri Debehogne.

### Caractéristiques orbitales
L'orbite de cet astéroïde est caractérisée par un demi-grand axe de 2,28 ua, un périhélie de 1,85 ua, une excentricité de 0,19 et une inclinaison de 5,49° par rapport à l'écliptique. Du fait de ces caractéristiques, à savoir un demi-grand axe compris entre 2 et 3,2 ua et un périhélie supérieur à 1,666 ua, il est classé, selon la JPL Small-Body Database, comme objet de la ceinture principale d'astéroïdes.

### Caractéristiques physiques
(29124) 1984 SW6 a une magnitude absolue (H) de 15,8 et un albédo estimé à 0,146.